# Championnat de Suisse de football 1935-1936
Navigation
Édition précédente Édition suivante
La 39e édition du championnat de Suisse de football est remportée par le Lausanne-Sports.
Le Young Fellows Zurich termine deuxième à trois points du champion. Le Grasshopper-Club Zurich complète le podium. 
Le système de promotion/relégation est le suivant : descente automatique sans matchs de barrage pour les deux derniers de première division et montée par match de barrage pour les premiers des deux groupes de deuxième division. Le FC Locarno et le FC Aarau descendent en deuxième division tandis que le FC Lucerne est promu en première division pour la saison 1936-1937.
Willy Jäggi, joueur du Lausanne-Sports finit meilleur buteur du championnat avec 30 buts marqués.

## Les clubs de l'édition 1935-1936
| Club                    | Ville             |
| ----------------------- | ----------------- |
| BSC Young Boys          | Berne             |
| Grasshopper-Club Zurich | Zurich            |
| FC Aarau                | Aarau             |
| FC Bâle                 | Bâle              |
| FC Berne                | Berne             |
| FC Biel-Bienne          | Bienne            |
| FC La Chaux-de-Fonds    | La Chaux-de-Fonds |
| FC Locarno              | Locarno           |
| FC Lugano               | Lugano            |
| FC Nordstern Bâle       | Bâle              |
| Lausanne-Sports         | Lausanne          |
| FC Saint-Gall           | Saint-Gall        |
| Servette FC             | Genève            |
| Young Fellows Zurich    | Zurich            |

## Compétition

### Classement
Le classement est établi sur le barème de points classique (victoire à 2 points, match nul à 1, défaite à 0).
| Rang | Équipe                  | Pts | J  | G  | N | P  | Bp | Bc | Diff |
| ---- | ----------------------- | --- | -- | -- | - | -- | -- | -- | ---- |
| 1    | Lausanne-Sports         | 41  | 26 | 17 | 7 | 2  | 75 | 23 | +52  |
| 2    | Young Fellows Zurich    | 38  | 26 | 16 | 6 | 4  | 62 | 34 | +28  |
| 3    | Grasshopper-Club Zurich | 36  | 26 | 15 | 6 | 5  | 64 | 25 | +39  |
| 4    | FC Berne                | 34  | 26 | 15 | 4 | 7  | 71 | 49 | +22  |
| 5    | FC Biel-Bienne          | 28  | 26 | 12 | 4 | 10 | 60 | 46 | +14  |
| 6    | BSC Young Boys          | 26  | 26 | 10 | 6 | 10 | 38 | 40 | -2   |
| 7    | Servette FC             | 24  | 26 | 8  | 8 | 10 | 37 | 46 | -9   |
| 8    | FC Lugano               | 23  | 26 | 7  | 9 | 10 | 38 | 47 | -9   |
| 9    | FC Saint-Gall           | 23  | 26 | 9  | 5 | 12 | 36 | 52 | -16  |
| 10   | FC Bâle                 | 20  | 26 | 8  | 4 | 14 | 51 | 59 | -8   |
| 11   | FC Nordstern Bâle       | 20  | 26 | 8  | 4 | 14 | 41 | 60 | -19  |
| 12   | FC La Chaux-de-Fonds    | 18  | 26 | 6  | 6 | 14 | 47 | 69 | -22  |
| 13   | FC Locarno              | 17  | 26 | 7  | 3 | 16 | 35 | 62 | -27  |
| 14   | FC Aarau                | 16  | 26 | 5  | 6 | 15 | 47 | 90 | -43  |

|  | Champion de Suisse |
|  | Relégation         |

## Bilan de la saison
| Tableau d'Honneur                 |                      |
| Compétition                       | Vainqueur            |
| Championnat de Suisse de football | Lausanne-Sports      |
| Coupe de Suisse de football       | Young Fellows Zurich |

| Promotions et relégations |                     |
| Promus                    | FC Lucerne          |
| Relégués                  | FC Locarno FC Aarau |

## Statistiques

### Meilleur buteur
- Willy Jäggi, Lausanne-Sports, 30 buts